# Matthias Pangerl

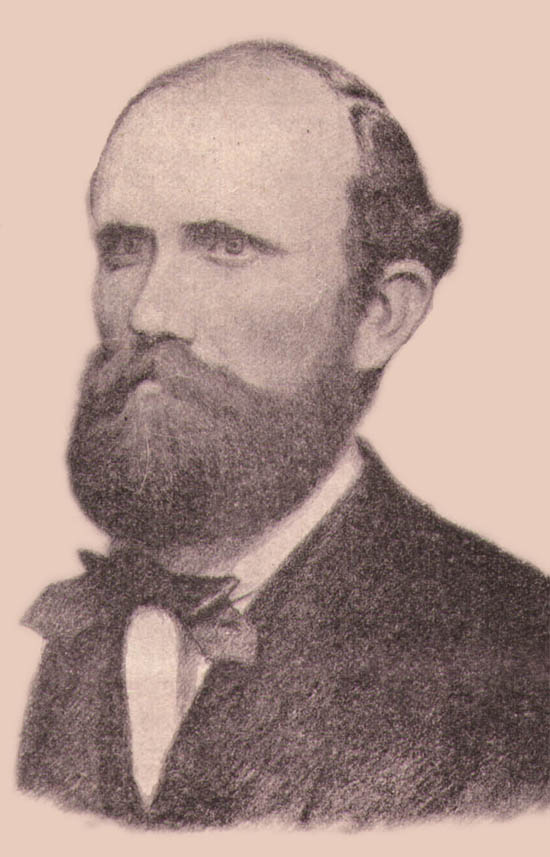
Matthias Pangerl

Matthias Pangerl (* 10. März 1834 in Honetschlag im Böhmerwald, Bezirk Krumau; † 14. Januar 1879 in Arco) war ein böhmischer Historiker und Archivar.

## Leben
Matthias Pangerl besuchte das deutsche Gymnasium in Budweis, wo er die Hochschulreife erwarb. 1855–1857 studierte er Geschichte an der Universität Prag und anschließend bis 1858 an der Universität Wien, wo er sich der Urkundenforschung zuwandte. Nach Tätigkeiten als Archivar am Stift St. Lambrecht in der Steiermark, am Zisterzienserstift Rein und am Grazer Joanneum wechselte er 1866 an das Schwarzenbergische Centralarchiv in Wien. Dort verzeichnete er das Schriftgut nach modernen Methoden der damaligen Archivwissenschaft neu und erweiterte das Archiv um eine Archivbibliothek. Neben seinen Archivtätigkeiten verfasste er das Urkundenbuch über das Kloster Hohenfurt sowie mehrere Aufsätze, u. a. zur Geschichte der Steiermark, der Geschichte Böhmens und zu seiner engeren Heimat in Südböhmen, der er sich sehr verbunden fühlte.
1875 promovierte Pangerl an der Universität Würzburg zum Dr. phil. Im selben Jahr wurde er zum außerordentlichen Professor der Historischen Hilfswissenschaften an die Universität Prag berufen. Daneben bekleidete er das Amt des Geschäftsleiters des Vereins für Geschichte der Deutschen in Böhmen sowie die Redaktion der von diesem Verein herausgegebenen Literarischen Beilage zu den Mittheilungen. Im Alter von nur 45 Jahren starb er an einem Lungenleiden.

## Werke
- Urkundenbuch des Cistercienserstiftes B. Mariae V. zu Hohenfurt in Böhmen, Wien 1865
- Die beiden ältesten Todtenbücher des Benedictinerstiftes Sankt Lambrecht in Obersteier, Wien 1869. (Digitalisat).
- Urkundenbuch des ehemaligen Cistercienserstiftes Goldenkron in Böhmen, Wien 1872. (Digitalisat).
- Die Choden zu Taus. Ein Beitrag zur Geschichte der Unterthänigkeits-Verhältnisse im Böhmerwalde. Prag 1875. (Digitalisat).
- Das Buch der Malerzeche in Prag, Wien 1878

als Herausgeber
- zusammen mit Hippolyt Tauschinski: Codex Strahoviensis. Enthält den Bericht des sogenannten Ansbert über den Kreuzzug Kaiser Friedrichs I. und die Chroniken des Domherrn Vincentius von Prag und des Abtes Gerlach von Mühlhausen. In: Fontes Rerum Austriacum. Österreichische Geschichts-Quellen. Herausgegeben von der Historischen Commission der Kaiserlichen Akademie der Wissenschaften in Wien. Band V, Wien 1863. (Digitalisat)

### Aufsätze (Auswahl)
- Über Johannes Mannesdorfer, Chronisten des Klosters St. Lambrecht (1864)
- Studien zur Geschichte des Klosters St. Lambrecht (1865 und 1866)
- Maria Zell. Ein Beitrag von seiner Gründung bis zu seiner Übertragung in die Stadt (1868)
- Über Johann Albert Kendlmayer und seine Chronik des Chorherrenstiftes zu Rottenmann 1480–1580 (1868)
- Wok von Rosenberg (1870)
- Die Eremitage von Heuraffel (1871)
- Zawisch von Falkenstein. In: Mittheilungen des Vereines für Geschichte der Deutschen in Böhmen. Band 10, Prag 1872, S. 145–186.
- Zur Geschichte von Unterhaid und die Unterhaider Marktordnung. In: Mitteilungen des Vereins für Geschichte der Deutschen in den Sudetenländern. Band 12, Prag 1874, S. 152–166.
- Wie die von Krummau keine deutschen Briefe mehr schreiben wollten. In: Mitteilungen des Vereins für Geschichte der Deutschen in den Sudetenländern. Band 12, Prag 1874, S. 188–189.
- Die Witigonen (1874)
- Über Städtegründer und Städtegründungen in Böhmen und Mähren (1877)